# 腎小体

図1 腎小体と糸球体の模式図 図下方右から輸入細動脈が入り、糸球体（赤）を形成したのち、下方左の輸出細動脈に到る。図中矢印が記された位置には血管極周辺の細胞と、尿細管が位置するがいずれも省略されている。糸球体を囲む白い扁平な細胞は足細胞。足細胞に囲まれた球を糸球体嚢（ボウマン嚢）と呼ぶ。腎小体の外壁をなす白い扁平な細胞は外葉。足細胞と外葉に囲まれた空間を糸球体腔（ボウマン腔）と呼ぶ。図上方へ尿細管（近位曲尿細管）が接続している。尿細管の上皮細胞は腎小体外葉、足細胞とは異なり、四角く描かれている（立方上皮）。これは尿細管を通過する原尿から水や各種イオン、グルコースなどを吸収する必要があるからである。

腎小体（じんしょうたい、英語: renal corpuscle）は、尿生成の出発点となる袋状の組織。マルピーギ小体とも呼ばれる。両生類以降の動物に見られる。
以下ではヒトの腎小体について扱う。右腎臓、左腎臓とも内部にそれぞれ約100万個の腎小体が点在する。腎小体内部は空洞を形成し、そこに露出する毛細血管の塊「糸球体」から濾過、つまり染み出した液体が尿の原料、原尿となる（図1）。原尿を生成する機能を備えた器官は腎小体（糸球体）に限られる。原尿は腎小体につらなる1本の管、尿細管を経て吸収・分泌過程を経たのち、尿となり最終的には体外に排出される。一対の腎小体と尿細管をネフロンと呼ぶ。腎小体は肥大することにより、原尿を濾し出す濾過性能が高まることはあるものの、いっさい再生しない。

## 位置

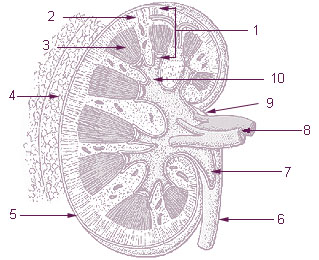
図2 右腎の前頭断面 腎臓の各部位。(1) 腎実質、(2) 皮質、(3) 髄質、(4) 脂肪被膜、(5) 線維被膜、(6) 膀胱へ至る尿管、(7) 腎盂、(8) 腎動脈と腎静脈、(9) 繊維被膜で覆われていない腎門、(10) 腎杯

すべての腎小体は皮質に分布する。腎臓の実質は表面から内部に向けて皮質と髄質に分けられ（図2）、髄質は外層と内層に、外層は外帯と内帯に分かれる。すなわち、4つの層状の区分が認められる。ただし、皮質と外帯の境界は腎臓表面に並行していない。外帯の一部が腎皮質に向かって鋭く飛び出して皮質を皮質迷路と呼ばれる区画に区切っている。このため、腎小体は複数の尿細管が流れ込む管、集合管に沿った垂直方向、腎臓表面の法線方向に分布する。集合管を木の幹に例えれば、腎小体は幹の両側に並ぶ果実に相当する。

## 構造

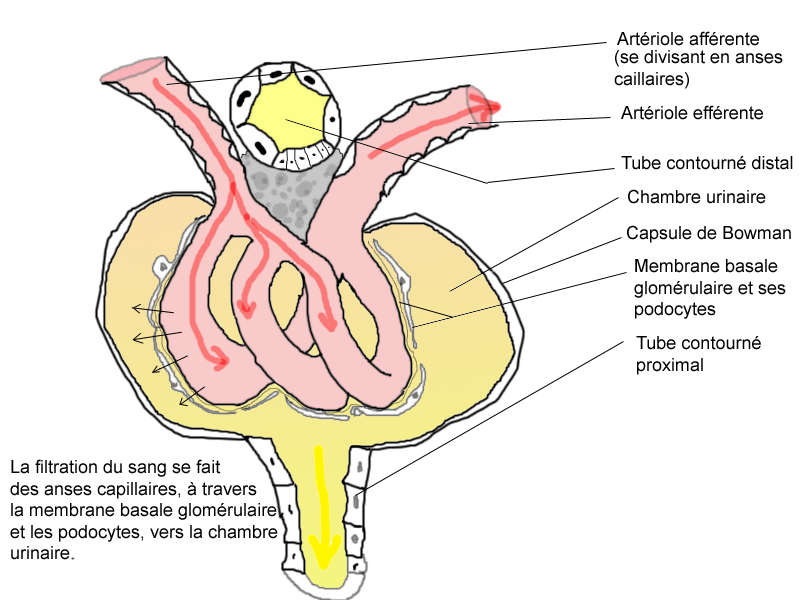
図3 腎小体と糸球体の詳細 黄色い部分は原尿と尿（上）。図左上から輸入細動脈が糸球体に流れ込み（赤矢印）、その後、輸出細動脈に到る。灰色で描かれた血管極の左側は極枕、右側はメサンギウム細胞より成る。灰色の上に描かれた円は、遠位直尿細管の太い上行脚の終部。円を縁取る細胞のうち、下部が密になっているのは緻密斑を表す。なお、図では輸入細動脈と輸出細動脈の直径が正しく描かれていない。実際には輸入細動脈のほうがいくぶん太く、血管壁も厚い。

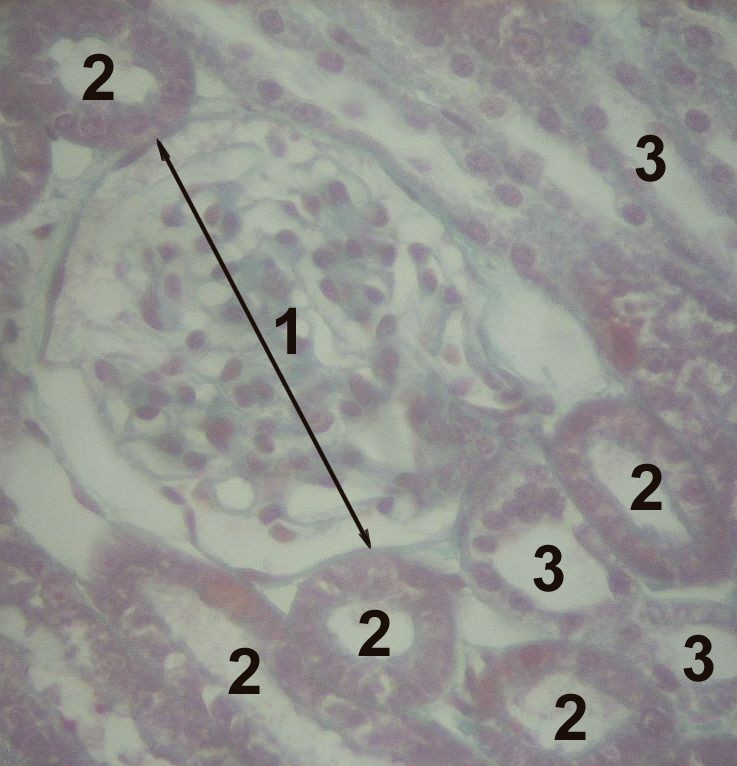
図4 腎小体近傍組織の顕微鏡像 (1) 腎小体、カエルの卵のように写っているのが糸球体、(2) 近位尿細管、(3) 遠位尿細管。(2)(3) のいずれも単層上皮から成ることが分かる。写真右下三つの「2」に囲まれた「3」の遠位尿細管は、「1」の腎小体の血管極に接している。図3から輸入細動脈、輸出細動脈を取り除いた構図に相当する。

腎小体の袋状の部分、球状の外面を構成するのは最外部の基底膜の表面にすきまなく並んだ外葉と呼ばれる一層（単層）の扁平上皮細胞である。腎小体に直結する尿細管は、同じく一層の上皮細胞からなるが、原尿から大量の物質を吸収するため、扁平上皮細胞ではなく、管の内側に向かって刷子縁を備えた立方上皮細胞である。

### 血管極
腎小体へ流入する輸入細動脈、流出する輸出細動脈は一点に集まり、これを血管極と呼ぶ（図3）。血管極は尿細管の接続口、すなわち尿管極とちょうど逆の位置にある。血管極の両血管の間には、腎小体に入る直前の輸入細動脈側に極枕（糸球体傍細胞）が、輸出細動脈側に、メサンギウム細胞（糸球体外血管間膜）が密に集合している。両細動脈と極枕、メサンギウム細胞に接して遠位直尿細管の太い上行脚の終部が接し、腎小体側の太い上行脚の内壁には緻密斑と呼ばれる密な細胞が集まる（図4）。なお、遠位直尿細管の太い上行脚とは、腎小体から発した尿細管がヘアピン状の経路を経て戻って来た部位を呼ぶ。尿細管の末端に近い部分である。
腎小体に血管極が存在する理由、各種の細胞が密に並ぶ理由は、これが糸球体へ流入・流出する血液、もしくは、濾過される原尿の量や成分を調整する一種の制御装置となっているからである。

### 糸球体
輸入細動脈から腎小体内部に入り込んだ血管は直後に糸球体と呼ばれる毛細血管ワナ（係蹄、ループ）に分岐する。毛細血管は腎小体内部に直接露出しているのではない。足細胞と呼ばれるシダの葉状の細胞に表面を覆われ、足細胞間は1次突起と呼ばれる噛み合わせによって結ばれている。足細胞は球状に糸球体を取り囲んでおり、これを糸球体嚢、もしくは発見者の名にちなんでボーマン嚢と呼ぶ。原尿は足細胞同士の噛み合わせの隙間から濾過されてくる。毛細血管ワナを形成する個々の毛細血管同士は、メサンギウム細胞（糸球体内血管間膜）によって分離されている。
腎小体の外葉（外面）と糸球体ワナの関係は、中身がしぼんでしまったミカンとミカンの皮のようなものだ。外葉と糸球体ワナの間には原尿で満たされた空隙、すなわち糸球体腔、もしくはボーマン腔が広がり、そのまま、尿細管につながっている。

## 制御機構

### 原尿の構成成分
| 物質             | 糸球体での濾過量 | 膀胱へ向かう尿中への排出量 |
| ---------------- | ---------------- | -------------------------- |
| 水               | 180L             | 1-2L                       |
| 塩化物イオン     | 640g             | 6.3g                       |
| ナトリウムイオン | 579g             | 4g                         |
| 重炭酸イオン     | 275g             | 0.03g                      |
| グルコース       | 162g             | 0g                         |
| 尿素             | 54g              | 30g                        |
| カリウムイオン   | 29.6g            | 2.0g                       |
| 尿酸             | 8.5g             | 0.8g                       |
| クレアチニン     | 1.6g             | 1.6g                       |

血液は体積にして45%の細胞成分と55%の血漿成分から成る。血漿成分のうち91.5%は水、7%がタンパク質（うち54%がアルブミン、38%がグロブリン、7%がフィブリノゲン）、1.5%が電解質、栄養素、ガス、ビタミン、代謝産物である。細胞成分とタンパク質は糸球体足細胞の間隙を通過できないが、アミノ酸を含むその他の物質は濾過される（表1）。表1では糸球体濾過量を180Lとして計算した値だ。糸球体での濾過量と膀胱へ向かう尿中への排出量が異なるのは、尿細管の様々な部位で各物質の吸収や分泌が起こるためである。例えば、腎小体を離れた直後、近位曲尿細管では、水の65%、グルコースとアミノ酸の100%、ナトリウムイオン、カリウムイオンそれぞれの65%を再吸収している。飲食や出血などにより細胞外体液のイオンバランスが崩れた場合、糸球体濾過量を増やすか、もしくは、尿細管の各部位における吸収、分泌の速度を以下に示すホルモンによって変化させることでホメオスタシスを保っている。

### ホルモンによる制御
ネフロンに対するホルモンの制御は、4種類に分かれる。(1) アンギオテンシンII、(2) アルドステロン、(3) 心房性ナトリウム利尿ペプチド、(4) 抗利尿ホルモン、である。(1)(2)(4) は尿細管に機能する。(2)のアルドステロンについては後ほど触れる。(3) は血液量の増加を抑える機能がある。血液量が増加すると、心臓が伸展し、心房細胞から心房性ナトリウム利尿ペプチドが分泌される。同ペプチドは尿細管におけるナトリウムイオンの再吸収を抑制することに加え、糸球体濾過量を増大させる。この結果、水、ナトリウムイオン、塩化物イオンの再吸収量が減少し、尿中に排出されるため、血液量が減少する。

### 酵素による制御
先ほど触れた血管極では、常時、血液量と血圧を監視している。極枕、メサンギウム細胞、緻密斑の三組織はほ乳類に特有の組織であって、脱水、ナトリウムイオン不足、血圧低下を検知し、レニンと呼ばれるプロテアーゼを分泌する。レニンは血中でアンギオテンシンIを形成する反応を促す。肺を通過した血液では、アンギオテンシン転換酵素が不活性なアンギオテンシンIを活性型のアンギオテンシンIIに変換する。アンギオテンシンIIは副腎皮質に作用し、アルドステロンの分泌を促す。アルドステロンは、複数の尿細管が流れ込む集合管に作用し、ナトリウムイオンと塩化物イオンを再吸収させ、カリウムイオンの尿中への分泌を促す。ナトリウムイオンに引きずられて水の再吸収率が高まり、血圧と血液量が回復する。これでホメオスタシスが保たれたことになる。

### 神経支配
輸入細動脈、輸出細動脈とも交感神経線維からの信号によって血管収縮を起こす。したがって、安静時には血流が増え、尿量は増す。運動時、出血時には交感神経線維の活動によって血管、特に輸入細動脈が収縮し、腎小体に流入する血流が減少する。このため、尿量は減少する。